# Vladimir Radmanović
Vladimir Radmanović (kyrillisch Владимир „Радман“ Радмановић; * am 19. November 1980 in Trebinje, SR Bosnien und Herzegowina, SFR Jugoslawien) ist ein ehemaliger serbischer Basketballspieler, der den Großteil seiner Karriere in der nordamerikanischen Profiliga NBA aktiv war.
Seine Eltern stammen aus Zadar in Dalmatien, Radmanović selbst ist aber ein ethnischer Serbe.

## NBA-Karriere
Radmanović wurde im NBA-Draft 2001 an zwölfter Stelle von den Seattle SuperSonics ausgewählt. Nach einer guten Debütsaison wurde er zum Ende der Spielzeit in das NBA All-Rookie Second Team berufen. Der Forward spielte bis Anfang 2006 für die Sonics.
Im Februar 2006 transferierten die Sonics Radmanović im Austausch für Chris Wilcox an die Los Angeles Clippers. Nach kurzer Zeit bei den Kaliforniern wechselte der Serbe zum Stadtrivalen der Clippers, den Los Angeles Lakers.

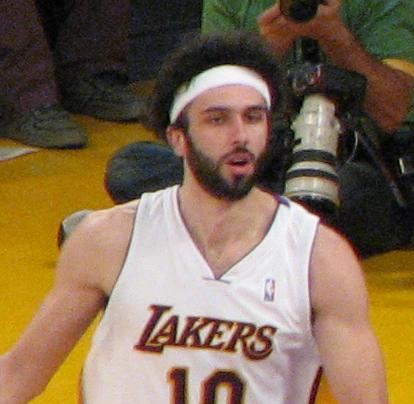
Radmanović im Trikot der Lakers

Bei den Lakers ließ seine Leistung zunächst nach, jedoch schaffte es Radmanović in der NBA-Saison 2007/08 wieder in die Starting Five der Lakers zu gelangen. In derselben Spielzeit erreichte er mit den Lakers die NBA-Finals, wo man den Boston Celtics mit 2:4 unterlag.
Für die nächste Saison 2008/09 war Radmanović wieder für die Startaufstellung der Lakers eingeplant und durfte die ersten 28 Saisonspiele von Beginn an spielen.
Da Lakers-Coach Phil Jackson auf Defensive setzte und Radmanović in diesem Bereich Defizite aufwies, verlor er seinen Stammplatz an Small Forward Luke Walton. Radmanović bekam weniger Spielzeit und saß mehrere Spiele komplett aus, auch weil Coach Jackson den jungen Trevor Ariza als Backup bevorzugte.
Im Februar 2009 wurde Radmanović im Austausch für Adam Morrison und Shannon Brown zu den Charlotte Bobcats transferiert. Er bestritt nur acht Spiele im Trikot der Bobcats, bevor diese ihn im November 2009 an die Golden State Warriors abgaben. Radmanović spielte bis Ende der Spielzeit 2010/11 für das Team aus Oakland.
Im Dezember 2011 unterschrieb der Serbe einen Vertrag bis zum Ende der Spielzeit bei den Atlanta Hawks. In der Saison 2012/13 war er für die Chicago Bulls aktiv und kam in 25 Spielen zum Einsatz. Im Oktober 2013 gab Radmanović schließlich sein Karriereende bekannt. In rund 12 Jahren in der NBA kam der Serbe in 737 Spielen zum Einsatz (Playoffs nicht mitgezählt) und kam dabei auf 8,0 Punkte im Schnitt, bei einer Dreipunkt-Quote von 37,8 %.